# Pattern of My Life
Pattern of My Life – singel Annie Lennox, wydany w roku 2009.

## Ogólne informacje
Piosenka pierwotnie pochodzi z repertuaru angielskiego zespołu Keane, który wydał ją w 2000 roku jako jeden z utworów zawartych na singlu „Call Me What You Like”. Annie Lennox nagrała swój cover specjalnie na kompilację The Annie Lennox Collection. Singel był dostępny jedynie jako digital download, wydany wiosną 2009 roku. Nie okazał się jednak sukcesem i nie wszedł na żadne listy przebojów. Na singlu promocyjnym zawarta została radiowa wersja piosenki oraz fragmenty wypowiedzi artystki na temat swojej twórczości oraz SING Campaign. Teledysk do piosenki składa się ze zdjęć Lennox ułożonych w ciągłą animację.